# Kreis Schlawe
Der Kreis Schlawe, zuletzt auch Kreis Schlawe i. Pom. genannt, war bis 1945 ein preußischer Landkreis in Hinterpommern. Seine Kreisstadt war die Stadt Schlawe. Das ehemalige Kreisgebiet wurde nach dem Zweiten Weltkrieg gemäß dem Potsdamer Abkommen unter polnische Verwaltung gestellt und liegt heute größtenteils im Powiat Koszaliński (Köslin) und im Powiat Sławieński (Schlawe) der Woiwodschaft Westpommern.

## Geschichte

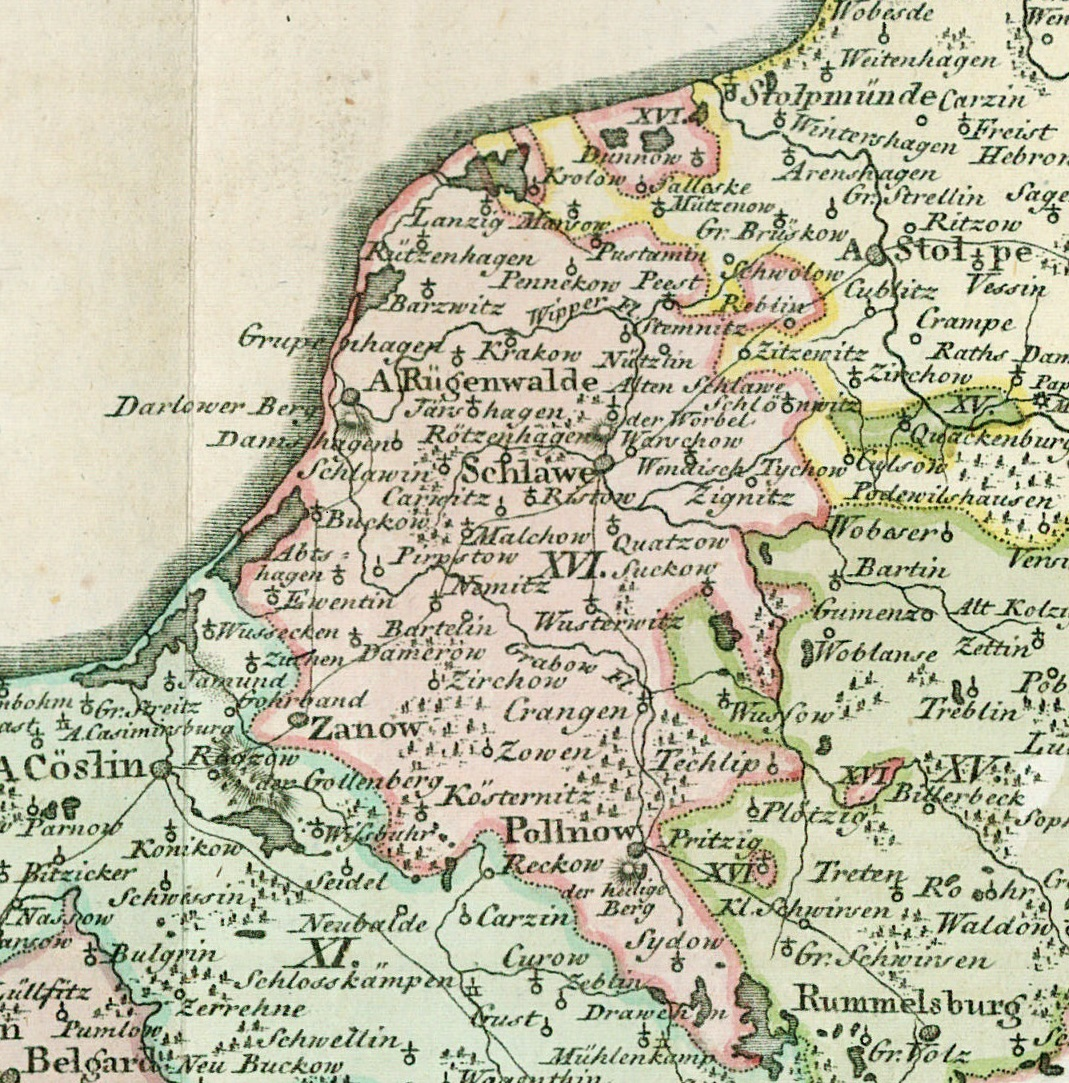
Der Kreis Schlawe-Pollnow im 18. Jahrhundert

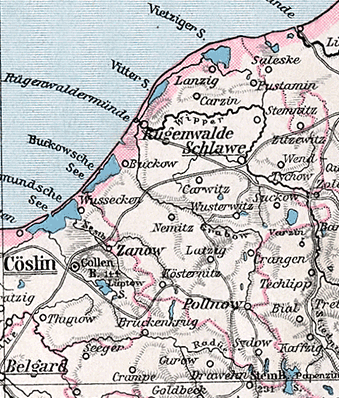
Das Kreisgebiet 1905

In Hinterpommern, das seit 1648 zu Brandenburg-Preußen gehörte, wurde 1724 eine Kreisreform durchgeführt. Die Zahl der Kreise und zugehörigen Landräte wurde fühlbar reduziert, um die starke territoriale Zersplitterung zu verringern, die durch die komplizierten adligen Besitzstände in Hinterpommern entstanden war. Der damals bereits bestehende Kreis Schlawe wurde mit Wirkung zum 1. Januar 1725 mit dem Pollnowschen Kreis zu einem Kreis zusammengefasst, der in der Folgezeit üblicherweise Schlawe-Pollnower Kreis genannt wurde. Der Pollnowsche Kreis bestand aus den Besitzungen des Pollnower Zweiges der Glasenapps und umfasste die Stadt Pollnow mit ihrer Umgebung. Der kombinierte Kreis umfasste die Städte Pollnow, Rügenwalde, Schlawe und Zanow, das königliche Amt Rügenwalde sowie eine größere Anzahl von adligen Dörfern und Gütern. Der Kreis grenzte im Norden an die Ostsee, im Osten an den Kreis Stolp, im Süden an den Kreis Rummelsburg und im Westen an den Kreis Fürstenthum Cammin.
In Folge der preußischen Provinzialbehörden-Verordnung vom 30. April 1815 wurde der Kreis Teil des Regierungsbezirks Köslin in der Provinz Pommern. Bei der pommerschen Kreisreform von 1818 wurde die Abgrenzung des Kreises, der nunmehr nur noch als Kreis Schlawe bezeichnet wurde, nicht geändert.
Seit dem 1. Juli 1867 gehörte der Kreis Schlawe zum Norddeutschen Bund und ab dem 1. Januar 1871 zum Deutschen Reich. Zum Kreis Schlawe gehörten 1871 vier Städte, 138 Landgemeinden und 100 Gutsbezirke.
Zum 10. August 1876 fanden zwecks Aufhebung mehrerer Enklaven folgende Veränderungen der Kreisgrenzen statt:
- Die Landgemeinden Dünnow, Lindow, Muddel und Saleske sowie die Gutsbezirke Dünnow, Lindow, Muddel und Saleske wurden aus dem Kreis Schlawe in den Kreis Stolp umgegliedert.
- Die Landgemeinden Görshagen, Marsow, Schlackow und Vietzke sowie die Gutsbezirke Görshagen, Marsow, Schlackow und Vietzke wurden aus dem Kreis Stolp in den Kreis Schlawe umgegliedert.
- Die Landgemeinde Jannewitz und der Gutsbezirk Jannewitz wurden aus dem Kreis Rummelsburg in den Kreis Schlawe umgegliedert.

Gemäß dem Gesetz vom 8. Februar 1878 für die Königl. Preußischen Staaten traten am 28. März 1878 die Landgemeinden Beßwitz, Varzin, Wendisch Puddiger und Wussow sowie die Gutsbezirke Beßwitz, Misdow B, Techlipp, Varzin und Wendisch Puddiger mit dem Vorwerk Misdow A vom Kreis Schlawe zum Kreis Rummelsburg.
Zum 30. September 1928 fand wie im übrigen Freistaat Preußen im Kreis Schlawe eine Gebietsreform statt, bei der nahezu alle Gutsbezirke aufgelöst und benachbarten Landgemeinden zugeteilt wurden. Zu dieser Zeit wurde der Name Schlawe i. Pom. üblich.
Im Frühjahr 1945 wurde das Gebiet des Kreises Schlawe i. Pom.  von der Roten Armee besetzt. Nach Kriegsende wurde das Kreisgebiet im Sommer 1945 seitens der sowjetischen Besatzungsmacht der  Volksrepublik Polen zur Verwaltung unterstellt. In der Folgezeit wurde die einheimische Bevölkerung von der polnischen Administration aus dem Kreisgebiet vertrieben.

## Einwohnerentwicklung
| Jahr | Einwohner | Quelle |
| ---- | --------- | ------ |
| 1797 | 32.409    | [ 11 ] |
| 1816 | 36.279    | [ 12 ] |
| 1846 | 63.042    | [ 13 ] |
| 1867 | 78.808    | [ 14 ] |
| 1871 | 77.504    | [ 8 ]  |
| 1890 | 73.234    | [ 15 ] |
| 1900 | 73.206    | [ 15 ] |
| 1910 | 74.232    | [ 15 ] |
| 1925 | 78.478    | [ 15 ] |
| 1933 | 77.593    | [ 15 ] |
| 1939 | 77.520    | [ 15 ] |

## Politik

### Landräte
Landräte des Kreises Schlawe waren:
- 0000–174900Heino Friedrich von Below
- 1748–176300Michael Ernst von Boehn 1
- 1749–176400Franz Christian von Glasenapp 1
- 1763–177500Otto Felix Friedrich von Kameke
- 1775–180800Gabriel Otto von Schmeling
- 1808–181200Friedrich George Wilhelm von Below
- 1814–183500Wendelin von Bilfinger
- 1836–184600Carl Albert Carisius von Kameke
- 1846–185600Anton von Kleist
- 1857–187300Reinhold von Woedtke[17]
- 1873–187700Karl von Schwerin
- 1878–188300Rudolf von Pawel
- 1884–189200Max von Balan
- 1893–190500Heinrich von Below
- 1905–191900Artur von Scheliha
- 1919–192500Egon von Haber
- 1925–193800Friedrich von Zitzewitz
- 1939–194500Carl Wiggert

### Kommunalverfassung
Die Kreis Schlawe i. Pom. gliederte sich in die Städte Pollnow, Rügenwalde, Schlawe und Zanow, in Landgemeinden und – bis zu deren nahezu vollständiger Auflösung im Jahre 1928 – in selbstständige Gutsbezirke. Mit Einführung des preußischen Gemeindeverfassungsgesetzes vom 15. Dezember 1933 gab es ab dem 1. Januar 1934 eine einheitliche Kommunalverfassung für alle preußischen Gemeinden. Mit Einführung der Deutschen Gemeindeordnung vom 30. Januar 1935 trat zum 1. April 1935 im Deutschen Reich eine einheitliche Kommunalverfassung in Kraft, wonach die bisherigen Landgemeinden nun als Gemeinden bezeichnet wurden. Eine neue Kreisverfassung wurde nicht mehr geschaffen, es galt weiterhin die Kreisordnung für die Provinzen Ost- und Westpreußen, Brandenburg, Pommern, Schlesien und Sachsen vom 19. März 1881.

## Amtsbezirke, Städte und Gemeinden

### Amtsbezirke
Die Landgemeinden des Kreises waren in den 1930er Jahren in 34 Amtsbezirke gegliedert. Die Städte des Kreises waren amtsfrei.
- Amtsbezirk Adlig Suckow
- Amtsbezirk Alt Krakow
- Amtsbezirk Alt Schlawe
- Amtsbezirk Besow
- Amtsbezirk Bewersdorf
- Amtsbezirk Büssow
- Amtsbezirk Dubberzin
- Amtsbezirk Eventin
- Amtsbezirk Freetz
- Amtsbezirk Järshagen
- Amtsbezirk Krangen
- Amtsbezirk Malchow
- Amtsbezirk Natzlaff
- Amtsbezirk Neu Krakow
- Amtsbezirk Neuenhagen
- Amtsbezirk Palzwitz
- Amtsbezirk Panknin
- Amtsbezirk Peest
- Amtsbezirk Pennekow
- Amtsbezirk Petershagen
- Amtsbezirk Pustamin
- Amtsbezirk Quatzow
- Amtsbezirk Ratteick
- Amtsbezirk Reddentin
- Amtsbezirk Ristow
- Amtsbezirk Schlackow
- Amtsbezirk Segenthin
- Amtsbezirk Soltikow
- Amtsbezirk Sydow
- Amtsbezirk Vellin
- Amtsbezirk Wendisch Buckow
- Amtsbezirk Wusterwitz
- Amtsbezirk Zizow
- Amtsbezirk Zowen

### Städte und Gemeinden
Zum Ende seines Bestehens im Jahr 1945 umfasste der Kreis Schlawe vier Städte, 136 weitere Gemeinden und zwei gemeindefreie Gutsbezirke:
- Abtshagen
- Alt Bewersdorf
- Altenhagen
- Alt Järshagen
- Alt Krakow
- Forst Alt Krakow, Gutsbezirk
- Alt Kuddezow
- Alt Kugelwitz
- Alt Paalow
- Alt Schlawe
- Alt Warschow
- Alt Zowen
- Balenthin
- Barzwitz
- Beelkow
- Besow
- Böbbelin
- Bosens
- Breitenberg
- Buckow (Pom.)
- Bussin
- Büssow
- Coccejendorf
- Damerow
- Damshagen
- Deutsch Puddiger
- Deutschrode
- Dörsenthin
- Drenzig
- Eventin
- Franzen
- Freetz
- Friedensdorf
- Gerbin
- Göritz
- Görshagen
- Groß Schlönwitz
- Grupenhagen
- Gutzmin
- Jannewitz
- Jatzingen
- Jershöft
- Kannin
- Karnkewitz
- Karwitz
- Karzin
- Klein Runow
- Kopahn
- Köpnitz
- Körlin
- Kösternitz
- Krangen
- Krolow
- Krolowstrand
- Kuhtz
- Kummerzin
- Kusserow
- Lantow
- Lanzig
- Latzig
- Leikow
- Malchow
- Marienthal
- Marsow
- Martinshagen
- Masselwitz
- Meitzow
- Natzlaff
- Natzmershagen
- Nemitz
- Neu Bewersdorf
- Neuenhagen, Abtei
- Neuenhagen, Amt
- Neu Järshagen
- Forst Neu Krakow, Gutsbezirk
- Neu Kuddezow
- Neu Kugelwitz
- Neu Paalow
- Neu Warschow
- Neuwasser
- Neu Zowen
- Nitzlin
- Notzkow
- Palzwitz
- Panknin
- Parpart
- Peest
- Pennekow
- Pirbstow
- Pollnow, Stadt
- Preetz
- Pustamin
- Quäsdow
- Quatzow
- Ratteick
- Reblin
- Reddentin
- Ristow
- Rötzenhagen
- Rotzog
- Rügenwalde, Stadt
- Rußhagen
- Rützenhagen
- Sackshöhe
- Scheddin
- Schlackow
- Schlawe i. Pom., Stadt
- Schlawin
- Schmarsow
- Schönenberg
- Schöningswalde
- Schwarzin
- See Buckow
- See Suckow
- Segenthin
- Sellberg
- Sellen
- Söllnitz
- Soltikow
- Steglin
- Steinort
- Stemnitz
- Suckow
- Sydow
- Thyn
- Tychow
- Varbelow
- Vellin
- Vietzkerstrand
- Vitte
- Wandhagen
- Wieck
- Wiesenthal
- Wilhelmine
- Wusseken
- Wusterwitz
- Zanow, Stadt
- Ziegnitz
- Zillmitz
- Zirchow
- Zitzmin
- Zizow

### Aufgelöste Gemeinden
- Alt Ristow und Neu Ristow, 1928 zur Gemeinde Ristow zusammengeschlossen
- Peest A und Peest B, 1928 zur Gemeinde Peest zusammengeschlossen
- Rügenwaldermünde, am 1. Januar 1936 zur Stadt Rügenwalde
- Sydow A und Sydow B, 1913 zur Gemeinde Sydow zusammengeschlossen

### Namensänderungen
Die Ortsnamen Wendisch Buckow und Wendisch Tychow wurden 1937 durch Buckow (Pom.) und Tychow ersetzt. Die Gemeinde Bartlin wurde 1938 in Nemitz umbenannt.

## Entwicklung des Eisenbahnnetzes
Der Kreis Schlawe wurde seit 1870 von der Strecke Köslin – Schlawe – Stolp der Berlin-Stettiner Eisenbahn-Gesellschaft durchzogen >111.0<. Die Verbindung Zollbrück – Rügenwalde der staatlichen Preußischen Ostbahn kreuzte ab 1878 diese Linie in Schlawe >111.q<. Außerdem streifte die Zweigbahn Zollbrück – Stolp den Osten des Kreises >111.u<.
Die Preußische Staatsbahn und die Deutsche Reichsbahn ergänzten dieses Netz noch durch die folgenden Strecken:
- 1903: Bublitz – Pollnow    >111.m<
- 1911: Schlawe – Stolpmünde >111.p<
- 1921: Pollnow – Zollbrück  >111.m<

Wie viele andere pommersche Kreise betrieb auch der Kreis Schlawe schließlich selbst den Bahnbau. Er nahm 1897 von der Kreisstadt aus eine Schmalspurstrecke der Schlawer Bahnen zur Stadt Pollnow in Betrieb und führte sie 1898 einerseits weiter nach Süden über Sydow nach Breitenberg >113.x<, andererseits von Jatzingen abzweigend bis Natzlaff, wo die Köslin-Bublitz, Belgarder Kleinbahn AG die Linie nach Köslin durchzog >113.u<. Die Stammstrecke Schlawe – Pollnow wurde 1934 auf Normalspur umgestellt und in der Nähe der Kreisstadt völlig neu trassiert.
(Die Ziffern in >< entsprechen dem Deutschen Kursbuch von 1939.)